# 猪名部神社
猪名部神社（いなべじんじゃ）は、三重県員弁郡東員町に鎮座する神社である。

## 由緒
創建年代は不詳。貞観元年（859年）に神階従五位下、同8年（867年）従四位を下賜。貞観15年（873年）9月9日、『三代実録』に、天皇に仕えていた掌侍、春澄朝臣洽子が旅費として官稲千五百束を賜って氏神猪名部神社に奉納したとある。以来神社の諸祭儀は何れも9日と定められた。延喜5年（905年）、式内社に列されている。

### 猪名部氏について
この春澄高子（後に改名して洽子）は参議従三位式部大輔春澄善縄の長女で、清和、陽成、光孝、宇多、醍醐の5朝に出仕した。特に宇多天皇からの信任が厚かったとされる。
善縄は猪名部造で、祖父の員弁財麿は伊勢国員弁郡少領、父の員弁豊雄は周防国大目で従八位下という官人では最も低い階位であった。善繩は幼くして聡明で勤勉して出世を果たし、天長5年（828年）に善繩と兄弟姉妹五人が春澄宿祢の姓を下賜された、氏人には善繩の女子の高子の他に、男子に具胆（従五位上鋳銭長官兼周防守、具瞻とも）、魚水（縫殿頭従五位下）らがいたとされる。善縄は仁明、文德、清和の3朝の御代に出仕し、藤原良房、伴善男、安野豊道らとともに六国史の第4である続日本後紀を著しており、『扶桑略記』に「在朝の通儒」と言わしめている。最終的に従三位の参議、式部大輔、讃岐守の兼任在任のまま貞観12年（870年）に死去している。高子が猪名部神社に奉納したのは、父の死去から3年後ということになる。
猪名部氏の出自には諸説ある。『日本書紀』応神31年8月条に、朝廷の船五百隻を造って武庫水門（むこのみなと）に停泊させていたところ、新羅の遣の船から失火、朝廷の船が全焼したため、新羅の王はその贖罪として、自らの優れた工匠を倭国に献上した。この工匠一族が猪名部の祖という、とある。しかし、『新選姓氏録』には、祭神伊香我色男命は猪名部氏の祖神で、天孫瓊々杵尊の兄、饒速日命の六世の孫と記されている。『先代旧事本紀』天神本紀には、饒速日命が天降りした際に5人が供奉したとある。これを「五部人（いつとものおのかみ）」と呼び、それらは
- 天津麻良（あまつまら） - 物部造等の祖
- 天津勇蘇（あまつゆそ） - 笠縫部等の祖
- 天津赤占（あまつあかうら）
- 富々侶（ほほろ） - 十市部首等の祖
- 天津赤星（あまつあかぼし） - 筑紫（つくし）弦田物部等の祖

とあり、このうち天津赤占あるいは天津赤星が猪名部氏の祖であるとしている。
社伝では、猪名部氏は、攝津国（兵庫県）の猪名川周辺から移住してきたとしている。北摂地方（現在の伊丹市、尼崎市、宝塚市、池田市付近）にはかつてヤマト王権時代に猪名県が置かれ、為那都比古を首長とする一族が支配していたとされる。ただしここから員弁財麿、豊雄に至る系譜は明らかになっていない。
和銅6年（713年）、第43代元明天皇の勅命により、猪名部の族名が転じて「員弁」とされた。
出自と直接関係づける史料はないが、この猪名部は木工建築の匠の技術を持っていたことが伺われ、天平17年（745年）8月に第45代聖武天皇の勅で始まった東大寺の建立に、猪名部氏族から猪名部百世が大工（＝棟梁）として、飛騨の匠の益田縄手が少工（＝副棟梁）として動員され完成している。さらには法隆寺、石山寺、興福寺の建立にも携わった記録が残り、古墳の出土品からは飛鳥寺建立にも携わっていることが知られている。

## 例大祭

### 大社（おやしろ）祭
毎年4月第1週末（朔日を除く） - 大社に列せられてはいないが、創始から大社祭と呼んでいる。

### 上げ馬神事
試楽祭、本楽祭、2002年（平成14年）より三重県の無形民俗文化財。100mの馬場を駆け、高さ2.5mの土塁を駆け上がる。豊凶を占う神事である。地元の4地域からそれぞれ選ばれた10代後半の乗り手が事前に一定期間禊の生活を送り、祭りの初日に各2回、2日目に1回土塁を馬とともに駆け上がり、成功した者は境内で勝どきの謳いを吟ずる。
建久3年（1192年）12月、大木城主で郡司員弁三郎行綱が、源頼朝から騎射・巻狩の上意が伝えられたのを機に、青少年の士気向上を図って追野原で創始したとされる。時期としては県内の多度大社の上げ馬神事より160年ほど遡る。
現在の形になったのは建仁3年（1203年）、行綱が伊勢国守護を暗殺したという濡れ衣がかかったが、これが平氏の残党若菜五郎盛高の仕業と分かり、これを猪名部神社のご加護として境内の一隅に上げ馬神事用の土地を奉納して「上げ坂」を築いて上げ馬、流鏑馬を奉納したとされてからと言われている。
2020年（令和2年）以降、新型コロナウイルス感染症流行の感染対策により中止の状態が続き、2023年（令和5年）は境内などを馬に乗って練り歩く「馬曳き」のみの開催とし、翌年以降も、「コロナ禍で馬を飼う地域の人が減り、神事のノウハウが継承できなくなった」として「馬曳き」のみの開催となる。

#### 批判
近年の動物愛護意識の高まりとともに虐待ではないかとの批判が上がっており（「多度祭#上げ馬神事にまつわる問題と対策」も参照）、指摘を受けた県の調査で、2010年（平成22年）に1頭が転倒したその場で死に、その翌年と2015年（平成27年）にはそれぞれ1頭が骨折の後獣医師によって殺処分されていたことが判明した。
こうしたこともあり、猪名部神社や東員町役場に批判的な意見が寄せられており、前述したように2023年以降「馬曳き」のみの開催となることについては、動物愛護活動家として上げ馬神事を批判してきた杉本彩は「英断だ」と評価している。

## アクセス
- 東名阪自動車道 桑名IC - 国道421号で約15分（東員町内）。
- 三岐鉄道北勢線 東員駅
- 三岐鉄道三岐線 北勢中央公園口駅

## 参考資料
- 公式ウェブサイト
- 猪名部神社 - 國學院大學21世紀COEプログラム「神道・神社史料集成」